# Veljko Maričić
Veljko Maričić (* 23. März 1907 in Sisak, Kroatien; † 30. Oktober 1973 in Rijeka, Kroatien) war ein jugoslawischer Schauspieler.

## Leben
Maričić wurde vor allem durch seine Rollen in 1965 entstandenen Karl-May-Filmen bekannt. In Der Ölprinz spielte er den undurchsichtigen Siedler Bergmann, in Winnetou 3. Teil den zwielichtigen Geschäftsmann Vermeulen sowie in Old Surehand 1. Teil den Farmer Mac Hara, dessen Sohn von Banditen ermordet wird. Darüber hinaus war er zwischen 1944 und 1972 in verschiedenen jugoslawischen Filmproduktionen zu sehen.

## Filmografie (Auswahl)
- 1953: Kameni horizonti
- 1961: Abeceda straha
- 1965: Der Ölprinz
- 1965: Winnetou 3. Teil
- 1965: Old Surehand 1. Teil